# Cyperus scleropodus
Cyperus scleropodus är en halvgräsart som beskrevs av Emilio Chiovenda. Cyperus scleropodus ingår i släktet papyrusar, och familjen halvgräs. Inga underarter finns listade i Catalogue of Life.